# Route nationale 604
Die N604 war von 1933 bis 1973 eine französische Nationalstraße, die zwischen Mur-de-Barrez und Sébazac-Concourès verlief. Durch den Ort Entraygues-sur-Truyère war sie durch die N120 unterbrochen. Ihre Gesamtlänge betrug 67 Kilometer.